# Metalamia
Metalamia es un género de escarabajos longicornios de la tribu Acanthocinini.

## Especies
- Metalamia cuprea (Breuning, 1940)
- Metalamia obtusipennis (Bates, 1876)